# Heilige Berge
Heilige Berge: Ein Alpenroman ist ein Heimatroman von Gustav Renker, der 1921 erstmals veröffentlicht wurde. 1926 wurde das Buch von Arnold Fanck verfilmt (Der heilige Berg). 1942 erschien die Feldausgabe in der 3. Auflage im C. Bertelsmann Verlag. Im Dritten Reich war der Roman ein Bestseller. 1950 erschien er neu bei Keyser in Heidelberg.